# Lac Grasset
Der Lac Grasset ist ein 89 km² großer See in der Jamésie (Verwaltungsregion Nord-du-Québec) in der kanadischen Provinz Québec.

## Lage
Der Lac Grasset befindet sich 20 km nordwestlich des Sees Lac Matagami sowie 35 km nordöstlich des Flusses Rivière Harricana. Er hat eine Länge von 15 km und eine Breite von 9 km. Der See und seine Zuflüsse bilden den Ursprung des Rivière Kitchigama, ein bedeutender Nebenfluss des Rivière Nottaway.